# نعومي هيراهارا
نعومي هيراهارا (بالإنجليزية: Naomi Hirahara)‏‏ (12 مايو 1962 في باسادينا، كاليفورنيا - ) كاتِبة، وصحفية، وروائية من الولايات المتحدة.

## الجوائز
- جائزة إدغار

## روابط خارجية
- نعومي هيراهارا على موقع IMDb (الإنجليزية)